# Mỡ giắt
Mỡ giắt (Intramuscular Fat - IMF) là chất béo có trong thịt (lợn, bò), nằm xen kẽ trong mô cơ, sợi và hạt mỡ trong cơ; được cấu tạo chủ yếu từ các phân tử phospholipid, triacylglycerol (cả mono và diacylglycerol), cholesterol và các axít béo tự do.
Hàm lượng mỡ giắt tương quan chặt chẽ với độ mềm (tenderness), vị (taste) và độ mọng nước (juiceness) của thịt. Nếu hàm lượng mỡ giắt trong thịt lợn thấp hơn 2,5% sẽ làm giảm chất lượng thịt, bên cạnh đó mỡ giắt còn có ảnh hưởng tốt lên sức khoẻ con người.